# Betazol
Betazol je agonist histaminskog H2 receptora. On je poznat kao Ametazol. Betazol hidrohlorid je poznat kao gastramin i histalog.
On se korišti kao želudačni stimulans za testiranje maksimalne produkcije želudačne sekretorne aktivnosti. Taj test se može koristiti za dijagnozu bolesti poput Zolinger-Elisonovog sindroma kod koga se javlja prekomerna produkcija želudačne kiselina, što je uzrokovano prevelikom produkcijom gastrina. Zapremina izlučene kiseline se meri nakon administracije betazola. Dijagnoza je sekrecija veća od 60% maksimalne. Ova procedura može da uzrokuje komplikacije, te je treba izbegavati kod pacijenata sa loronarnom arterijskom bolešću.
Betazol se takođe koristi za dijagnozu gastritisa zajedno sa testom za aktivnosti sekretina.
Betazol se koristi kao stimulans umesto histamina jer je specifičan za H2 receptor te ne proizvodi nepoželjne nuspojave koje bi histamin indukovao. Upotreba betazola ne zahteva istovremenu primenu antihistaminskih jedinjenje za blokiranje dejstva histamina na druge tipove histaminskih receptora.
Njegovo dejstvo u stimulaciji oslobađanja histamina se može koristiti za testiranje efikasnosti lekova koji blokiraju H2 receptor kao što je nizatidin.

## Spoljašnje veze
|  | Molimo Vas, obratite pažnju na važno upozorenje u vezi sa temama iz oblasti medicine (zdravlja). |